# Nicoleta-Ancuța Bodnar
Nicoleta-Ancuța Bodnar (25 de setembro de 1998) é uma remadora romena, campeã olímpica.

## Carreira
Bodnar conquistou a medalha de ouro nos Jogos Olímpicos de Verão de 2020 em Tóquio na prova de skiff duplo feminino, ao lado de Simona Radiș, com o tempo de 6:41.03. Nos Jogos Olímpicos de Verão de 2024, em Paris, conquistou a medalha de ouro na competição de oito com feminino, ao lado de Radiș, Magdalena Rusu, Roxana Anghel, Amalia Bereș, Maria Lehaci, Adriana Adam, Ioana Vrînceanu e Victoria-Ștefania Petreanu, com o tempo de 5:54.39.